# Areej Zarrouq
Areej Tayseer Zarrouq es un director de cine, escritor y productor sudanés. Estudió la carrera de medios en la City University Cairo. Su documental Orange Tint (2010), realizado con la ayuda del Goethe-Institut, examinó un día en la vida de un grupo de niñas sudanesas en Jartum.

## Filmografía
- Orange tint (2010)